# Katharina Schüttler

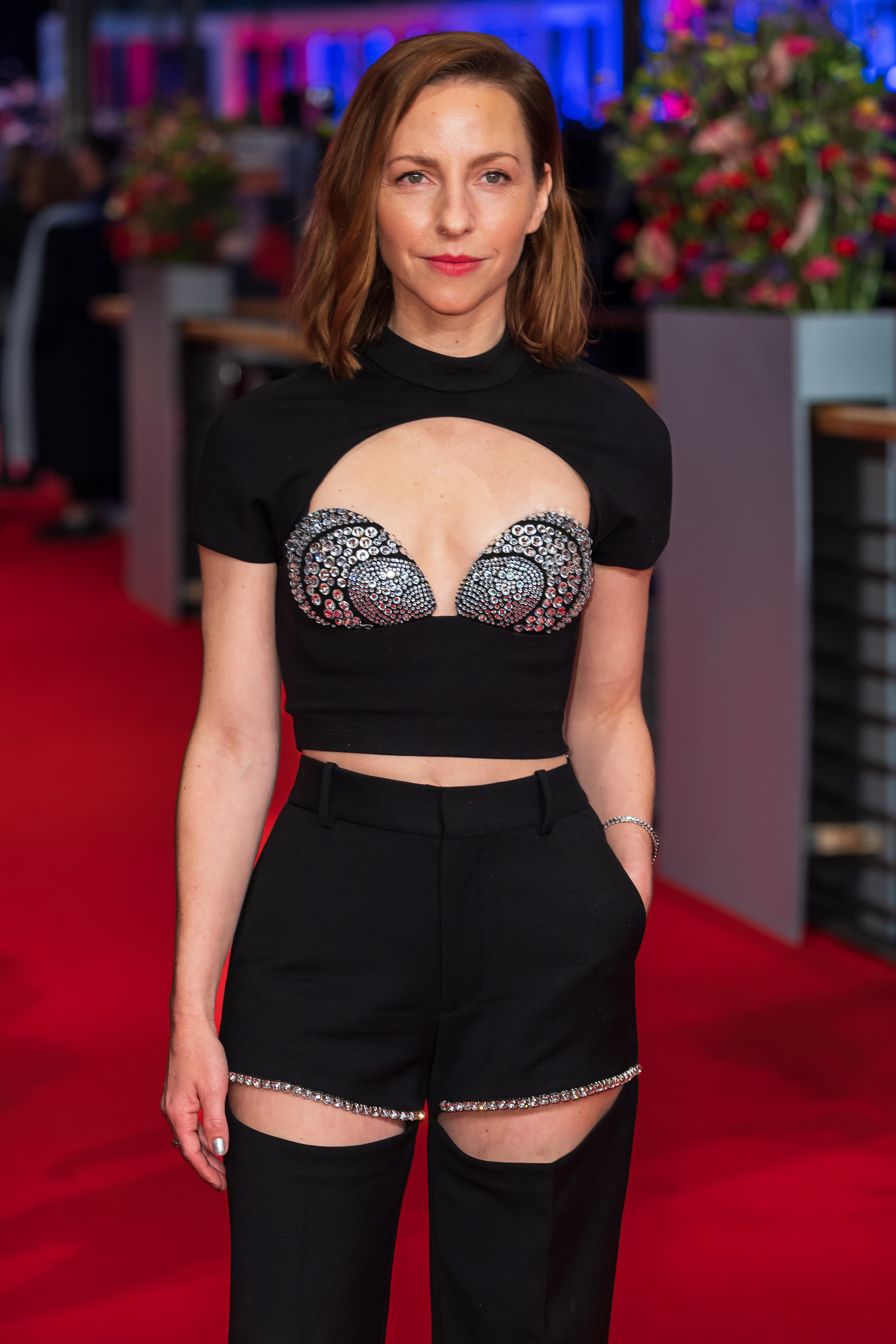
Katharina Schüttler, 2023

Katharina Schüttler (* 20. Oktober 1979 in Köln) ist eine deutsche Schauspielerin.

## Leben

### Herkunft und Familie
Katharina Schüttler wuchs mit zwei Geschwistern in Köln auf. Ihr Vater ist der Schauspieler, Regisseur und frühere Theaterintendant Hanfried Schüttler, ihre Mutter ist Theaterautorin.

### Ausbildung und Theater
Nach dem Abitur studierte Schüttler von 1999 bis 2003 Schauspiel an der Hochschule für Musik und Theater Hannover.
2002 spielte sie die Titelrolle in der deutschen Uraufführung des Theaterstücks Lolita in einer Inszenierung von Peter Kastenmüller am Schauspiel Hannover und überzeugte damit Kritik und Publikum. Es folgten als weitere Theaterrollen u. a. Tine in Marius von Mayenburgs Das kalte Kind (2002; Schaubühne am Lehniner Platz, Regie: Luk Perceval) und die Titelrolle in Schillers Die Jungfrau von Orleans (Schiller) (2004; Schauspiel Hannover, Regie: Peter Kastenmüller).
Katharina Schüttler spielt bevorzugt radikale Rollen, bei denen Menschen in existenziellen Situationen hin- und hergerissen sind. Sie gilt als Schauspielerin „mit einem Faible für extreme Rollen“. So war sie zum Beispiel von 2005 bis 2007 an der Berliner Schaubühne am Lehniner Platz in Sarah Kanes Theaterstück Zerbombt zu sehen, wo sie an der Seite von Ulrich Mühe und Thomas Thieme die geistig zurückgebliebene Cate spielte.
Für ihre Darstellung der Ibsen’schen Hedda Gabler wurde sie in der Kritikerumfrage der Zeitschrift Theater heute 2006 schließlich zur Schauspielerin des Jahres gewählt, als bisher Jüngste mit dieser Auszeichnung. Des Weiteren gewann sie im selben Jahr für ebendiese Produktion den erstmals verliehenen Faust-Theaterpreis in der Kategorie Beste darstellerische Leistung Schauspiel.
Die Inszenierung Hedda Gabler beim Berliner Theatertreffen 2006:

„Einer der Höhepunkte des Treffens war Ibsens ‚Hedda Gabler‘ von der Schaubühne Berlin mit der 26-jährigen Katharina Schüttler in der Hauptrolle. Ebenso elegant wie gelangweilt strahlt Schüttlers Hedda ein Selbstbewusstsein aus, das, so Theater heute, ‚den aktuellen Stand der Emanzipation‘ verkörpert. Obwohl auch im Film erfolgreich, bleibt Schüttler am Theater und ist auf dem besten Weg zum nächsten deutschen Star.“

Zu ihren weiteren Rollen an ihrem Stammhaus, der Berliner Schaubühne, gehörten u. a. Ulrike in Trauer muss Elektra tragen (2006; Regie: Thomas Ostermeier) und die Titelrolle in der Kleist’schen Penthesilea (2008; Regie: Luk Perceval).

### Film und Fernsehen
Bereits im Alter von elf Jahren stand Katharina Schüttler für Film- und Fernsehproduktionen vor der Kamera. Ihr Filmdebüt gab sie 1992 in dem Spielfilm Die Lok, wo sie neben Rolf Hoppe in der Rolle der „Spange“ zu sehen war. In der RTL-Krankenhausserie Stadtklinik war sie von 1994 bis 1996 als Lena Grüner in einer wiederkehrenden Serienrolle zu sehen.
Mehrfach war Katharina Schüttler auch in der ARD-Fernsehreihe Tatort in Hauptrollen zu sehen. Ihren ersten Auftritt hatte sie im Tatort: Bombenstimmung (Erstausstrahlung: Oktober 1997), wo sie die aufsässige Kathrin Stein verkörperte. Im Tatort: Der Trippler (Erstausstrahlung: August 2000) spielte sie Melanie Karsten, die Tochter von Thomas Karsten (Axel Milberg), im Tatort: Du hast keine Chance (Erstausstrahlung: September 2001) war sie die Mascha Nibur. Ihre bisher letzte Tatort-Rolle hatte sie im Tatort: Dunkle Wege (Erstausstrahlung: Januar 2005), wo sie in der Rolle der Sandra Wiegand zu sehen war.
2002 wurde sie im Rahmen des Filmfests München mit dem Förderpreis Deutscher Film für Sophiiiie! ausgezeichnet. 2006 wurde ihr von Studio Hamburg der Günter-Strack-Fernsehpreis für herausragende schauspielerische Leistungen in den Filmen Sophiiiie! und Vorsicht Schwiegermutter! verliehen.
2009 waren Katharina Schüttler und Matthias Schweighöfer als Ehepaar Reich-Ranicki im biografischen Fernsehfilm Mein Leben – Marcel Reich-Ranicki zu sehen. Marcel Reich-Ranicki lobte die „glänzende Besetzung“ und das „fabelhafte“ Spiel der Hauptdarsteller. Für ihre Leistung in dem Film Es kommt der Tag, in dem sie neben Iris Berben eine der Hauptrollen spielte, erhielt sie den Bayerischen Filmpreis 2009 als beste Nachwuchsdarstellerin. 2010 wurde sie mit dem Ulrich-Wildgruber-Preis ausgezeichnet.
Im Polizeiruf 110: Fremde im Spiegel (Erstausstrahlung: November 2010) war Katharina Schüttler in der Rolle der jungen Polizeischülerin Christine Teichow zu sehen, die an einer Borderline-Persönlichkeitsstörung leidet und ihren eigenen Tod vortäuscht. 2012 übernahm sie in Bloch: Heißkalte Seele (Erstausstrahlung: November 2012) die Rolle der manisch-depressiven Rieke Hollstein, deren Freund Benno Pflüger (Christian Näthe) sich hilfesuchend an den Psychotherapeut Dr. Maximilian Bloch (Dieter Pfaff) wendet. 2013 war sie mit der Rolle der Greta Müller einer der Hauptdarsteller des dreiteiligen Fernsehfilms Unsere Mütter, unsere Väter des ZDF und war im selben Jahr als Fischersfrau Ilsebill, die sich über ihren Mann, dem Fischer Hein, immer mehr von einem verwunschenen Butt wünscht, in dem Märchenfilm Vom Fischer und seiner Frau zu sehen. In dem Kinofilm Freier Fall (2013), der die Liebesgeschichte zwischen zwei Polizisten (Max Riemelt, Hanno Koffler) erzählt, war sie die schwangere Freundin eines der Polizisten, die ihren Freund, der seine homosexuelle Neigung entdeckt, an ihren Geliebten zu verlieren glaubt. 2014 sah man sie in Matthias Schweighöfers Kinofilm Vaterfreuden als Betti und in der Rolle der ersten deutschen promovierten Chemikerin Clara Immerwahr im gleichnamigen Fernsehfilm. In dem Spielfilm Grzimek, der am 3. April 2015 auf Das Erste seine Premiere hatte, verkörperte sie, an der Seite von Ulrich Tukur, die Rolle von Bernhard Grzimeks Schwiegertochter Erika Grzimek, die er später ehelicht. In Alain Gsponers Kinofilm Heidi (2015) war Schüttler in der Rolle des strengen Fräulein Rottenmeier zu sehen.

### Mitgliedschaften
Schüttler ist Mitglied der Deutschen Filmakademie und der Deutschen Akademie der Darstellenden Künste.

### Privates
Katharina Schüttler ist mit dem Regisseur Till Franzen verheiratet. Gemeinsam haben sie zwei Töchter und leben in Berlin-Prenzlauer Berg.

## Filmografie (Auswahl)

### Kinofilme
- 1993: Die Lok
- 2000: Die innere Sicherheit
- 2001: Das weiße Rauschen
- 2002: Sophiiiie!
- 2002: Freitagnacht
- 2004: Der Boxer und die Friseuse
- 2005: Wahrheit oder Pflicht
- 2005: 3° kälter
- 2007: Die Eisbombe
- 2009: Ganz nah bei Dir
- 2009: Es kommt der Tag
- 2009: Die zwei Leben des Daniel Shore
- 2009: Lila, Lila
- 2010: Carlos – Der Schakal
- 2011: What a Man
- 2011: Simon (Simon och ekarna)
- 2012: Schutzengel
- 2012: Oh Boy
- 2013: Freier Fall
- 2014: Vaterfreuden
- 2014: Amour Fou
- 2014: Zeit der Kannibalen
- 2014: Alles ist Liebe
- 2015: Elser – Er hätte die Welt verändert
- 2015: Heidi
- 2016: Jeder stirbt für sich allein (Alone in Berlin)
- 2016: Rico, Oskar und der Diebstahlstein
- 2016: Die Welt der Wunderlichs
- 2016: Lou Andreas-Salomé
- 2016: The King’s Choice – Angriff auf Norwegen (Kongens nei)
- 2016: Freddy/Eddy
- 2017: Tian – Das Geheimnis der Schmuckstraße
- 2018: Klassentreffen 1.0
- 2020: Die Hochzeit
- 2020: Der Überläufer
- 2021: Die Zukunft ist ein einsamer Ort
- 2025: The Exposure
- 2025: Karla

### Fernsehfilme
- 1995: Svens Geheimnis
- 1997: Der Schrei der Liebe
- 1997: Ausgerastet
- 1999: Schande
- 1999: Alles auf die Siebzehn
- 1999: Hin und weg
- 1999: Vom Himmel das Blaue
- 2002: Weihnachten
- 2004: Sehnsucht
- 2004: Der Boxer und die Friseuse
- 2005: Der Vater meiner Schwester
- 2005: Vorsicht Schwiegermutter!
- 2006: Hedda Gabler
- 2009: Mein Leben – Marcel Reich-Ranicki
- 2010: Aghet – Ein Völkermord
- 2010: Die Akte Golgatha
- 2010: Schurkenstück
- 2013: Unsere Mütter, unsere Väter (Dreiteiler)
- 2013: Vom Fischer und seiner Frau
- 2014: Clara Immerwahr
- 2014: Stille Nächte
- 2015: Grzimek (Zweiteiler)
- 2016: Ku’damm 56 (Dreiteiler)
- 2016: Seit Du da bist
- 2017: Ellas Baby
- 2017: Der 7. Tag
- 2017: Hausbau mit Hindernissen
- 2019: So weit das Meer
- 2019: Fast perfekt verliebt
- 2019: Nimm Du ihn
- 2019: Weihnachten im Schnee
- 2019: Charlotte Link – Im Tal des Fuchses
- 2021: Das Weiße Haus am Rhein (Zweiteiler)
- 2022: Alice (Fernsehfilm)
- 2023: Weil wir Champions sind (Fernsehfilm)

### Fernsehserien und Fernsehreihen
- 1994: Geschichten aus der Heimat (Fernsehserie), Episode: Taxi für Teens
- 1994–1996: Stadtklinik (21 Folgen)
- 1997: Tatort: Bombenstimmung
- 2000: Tatort: Der Trippler
- 2001: Tatort: Du hast keine Chance
- 2004: Stubbe – Von Fall zu Fall: Tödliches Schweigen
- 2005: Tatort: Dunkle Wege
- 2005: Der Elefant – Mord verjährt nie (Folge Opfergang eines Verlierers)
- 2006: Stolberg (Folge Vaterliebe)
- 2007: Schimanski: Tod in der Siedlung
- 2009: Polizeiruf 110: Tod im Atelier
- 2009: Bella Block: Vorsehung
- 2010: Polizeiruf 110: Fremde im Spiegel
- 2011: Gelobtes Land (The Promise) (4 Folgen)
- 2012: Bamberger Reiter. Ein Frankenkrimi
- 2012: Bloch: Heißkalte Seele
- 2013: Run (4 Folgen)
- 2018: Die Libelle (The Little Drummer Girl)
- 2018: Dogs of Berlin (Netflix)
- 2021: Kommissarin Lucas – Nürnberg
- 2021: Tod von Freunden (8 Folgen)
- 2021: Ich und die Anderen (6 Folgen)
- 2022: Die Glücksspieler (6 Folgen)
- 2024: Das Signal (4 Folgen)
- 2024: A Better Place
- 2025: Der Masuren-Krimi - Liebestod

## Filmporträts
- Mädchen am Sonntag. Dokumentarfilm, Deutschland, 2005, 79 Min., Regie: RP Kahl, Interviews mit den Schauspielerinnen Laura Tonke, Katharina Schüttler, Inga Birkenfeld, Nicolette Krebitz.
- Abgeschminkt: Katharina Schüttler – beobachtet von Johanna Schickentanz. Dokumentation, Deutschland, 2006, 15 Min., Regie: Johanna Schickentanz, Produktion: ZDFtheaterkanal, Erstsendung: 3. November 2006[13]

## Theater (Auszug)
- Scheherazade von Anna Cron (Burghofbühne, Landestheater im Kreis Wesel, 1994) – Regie: Beatrix Bühler
- Die Wildente von Henrik Ibsen (Burghofbühne, Landestheater im Kreis Wesel, 1997) – Regie: Hanfried Schüttler
- winner & loser (Schauspiel Hannover, 2002) – Regie: Barbara Bürk
- Lolita (Schauspiel Hannover, 2002) – Regie: Peter Kastenmüller
- Eine Unbekannte aus der Seine (Schauspiel Hannover, 2002) – Regie: Sandra Strunz
- Tine in Das kalte Kind von Marius von Mayenburg (Schaubühne am Lehniner Platz Berlin, 2002) – Regie: Luk Perceval
- Die Jungfrau von Orléans (Schauspiel Hannover, 2003) – Regie: Peter Kastenmüller
- Cate in Zerbombt von Sarah Kane (Schaubühne am Lehniner Platz Berlin, 2005) – Regie: Thomas Ostermeier
- Titelrolle in Hedda Gabler von Henrik Ibsen (Schaubühne am Lehniner Platz Berlin, 2005) – Regie: Thomas Ostermeier
- Lavinia / Ulrike in Trauer muss Elektra tragen von Eugene O’Neill (Schaubühne am Lehniner Platz Berlin, 2006) – Regie: Thomas Ostermeier
- Titelrolle in Penthesilea von Heinrich von Kleist (Schaubühne am Lehniner Platz Berlin, 2008) – Regie: Luk Perceval
- Phyllis in Der Lauf zum Meer nach einem Gedicht von William Carlos Williams (Spielzeit Europa – Berliner Festspiele 2009) – Regie: Thorsten Lensing, Jan Hein
- Lisa in Kinder der Sonne von Maxim Gorki (Deutsches Theater Berlin 2010) – Regie: Stephan Kimmig
- Celia in Wie es euch gefällt von William Shakespeare (Schauspielhaus Zürich 2012) – Regie: Sebastian Nübling

## Hörbücher und Hörspiele
- 2007: Eisland von Jenny Erpenbeck (Eichborn)
- 2007: Der Urfaust von Johann Wolfgang von Goethe – Regie: Leonhard Koppelmann (MDR)
- 2008: Scherbenpark von Alina Bronsky (Argon)
- 2009: Das Haus am Kanal von Georges Simenon – Regie: Uwe Schareck (WDR)
- 2009: Die Einsamkeit des Amokläufers von Lorenz Lorenz – Regie: Thomas Wolfertz (WDR)
- 2015: Elser von Fred Breinersdorfer – Regie: Iris Drögekamp und Oliver Hirschbiegel (SWR/NDR)
- 2022: Stolz und Vorurteil von Jane Austen – Regie: Kai Grehn (HR)
- 2024: In Liebe, Eure Hilde von Laila Stieler – Regie: Judith Lorentz (rbb)
- 2024: Dämonenjäger Ewald Heine. Grusel-Hörspiel-Serie – Regie: Thomas Leutzbach (WDR)[14]

## Auszeichnungen
- 2002: Förderpreis Deutscher Film
- 2006: Günter-Strack-Fernsehpreis
- 2006: Schauspielerin des Jahres der Zeitschrift Theater heute
- 2006: Deutscher Theaterpreis Der Faust, Beste Darstellerische Leistung
- 2009: Bayerischer Filmpreis als Beste Nachwuchsdarstellerin
- 2010: Ulrich-Wildgruber-Preis[15]
- 2013: Bayerischer Fernsehpreis – Sonderpreis für das Schauspieler-Ensemble in Unsere Mütter, unsere Väter (gemeinsam mit Volker Bruch, Tom Schilling, Miriam Stein und Ludwig Trepte)
- 2013: Deutscher Fernsehpreis – (Ensemble Unsere Mütter, unsere Väter)
- 2014: Berliner Bär (B.Z.-Kulturpreis)
- 2014: Günter-Rohrbach-Filmpreis – Darstellerpreis für Zeit der Kannibalen gemeinsam mit Sebastian Blomberg und Devid Striesow
- 2024: Theaterpreis Hamburg – Rolf Mares für die „Herausragende Darstellung“ der Rolle „Tessa Jane Ensler“ in Prima Facie an den Hamburger Kammerspielen